# Jaime García-Legaz
Jaime García-Legaz Ponce (Múrcia, Espanya, 1968) és un alt funcionari i polític espanyol.

## Biografia
Va començar la seva carrera professional en 1989, a Cajamurcia. En 1990-1991 va treballar en el Servei d'Estudis del Banc d'Espanya. Es va llicenciar en Ciències Econòmiques i Empresarials per CUNEF el 1991. Posteriorment es doctoraria en Economia per la Universitat Complutense de Madrid, amb qualificació excel·lent cum laude.
Al febrer de 1994 ingressa en el Cos Superior de Tècnics Comercials i Economistes de l'Estat. La seva primera destinació en l'Administració va ser en la Direcció general del Tresor del Ministeri d'Economia i Hisenda en 1993. En aquest centre directiu arriba a aconseguir el lloc de sotsdirector general de Deute Públic.
Després de les eleccions de 1996, en 1998 és nomenat assessor en el Gabinet de Presidència del Govern, i en 2000 és nomenat Director del Gabinet del Secretari d'Estat de Telecomunicacions i per a la Societat de la Informació, Baudilio Tomé Muguruza. En 2002 va ser designat Director general i responsable del Departament de Benestar i Educació del Gabinet del President del Govern.
A l'abril de 2004 va ser nomenat Director General de l'Institut d'Estadística de la Comunitat de Madrid.
Triat en 2008 diputat a Corts per la Regió de Múrcia, pel Partit Popular. Va tornar a ser elegit diputat a Corts per la província de Múrcia en les llistes del Partit Popular en les eleccions generals celebrades al desembre de 2011.
Al desembre de 2011 va ser nomenat Secretari d'Estat de Comerç, en el Ministeri d'Economia i Competitivitat amb Luis de Guindos com a titular de la cartera ministerial, així com president de l'ICEX, d'Invest in Spain i de la Fundació CECO. Com a secretari d'Estat de Comerç, va representar a Espanya en el Consell de Ministres de Comerç de la UE.
Ha estat consultor del Banc Mundial, consultor de l'OCDE i consultor de la Unió Europea.
Ha estat professor del Màster de Finances Internacionals de CUNEF, professor de programes de Master de l'Institut d'empresa, professor d'Economia Aplicada a la Universitat Complutense de Madrid, professor d'Economia Internacional en el Màster d'Economia i Adreça Internacional de l'Empresa de la Universitat Autònoma de Madrid, professor de Finances de l'Escola d'Hisenda Pública i professor d'Economia en el CECO (Ministeri d'Economia i Hisenda), professor del Executive MBA de la Universitat Pontifícia de Comillas-ICADE, professor del Master de Lideratge de l'Escola de Negocis de la Universitat San Pablo CEU i professor del Master d'Economia Internacional de la Universitat Europea de Madrid.
Des de novembre de 2016 és President Executiu de CESCE, Companyia Espanyola d'Assegurances de Crèdit a l'Exportació, així com President del Consell d'Administració d'informa D&B i del Consell Internacional d'Asseguradors de Crèdit (CIAC). Actualment és president i conseller delegat d'AENA, S.A. Fou cessat el juliol de 2018 i substituït per Maurici Lucena i Betriu.